# Вратни пршљенови
Вратни пршљенови – код кичмењака – су сви пршљенови врата, одмах испод лобање.
Позајмљеницом из латинског језика, описују се и као цервиксни или цервикални пршљенови.
Грудни пршљенови код свих врста сисара су они који такође носе и пар ребара и леже репно (каудално) од вратних пршљенова. Даље их каудално прате слабински пршљенови, који такође припадају трупу, али не носе ребра. Код гмизаваца, сви трупни пршљенови носе ребра и називају дорзални пршљенови.
Код многих врста, али не и код сисара, постоје и вратна ребра. У многим другим групама, као што су гуштери и одређене врсте диносауруси, вратна ребра су велика; код птица, она су мала и потпуно спојена са пршљеном. Кичмени попречни наставци сисара су хомологни вратним ребрима других амниота.
Код људи, вратни пршљенови су најмање слични типском пршљену, а могу се лако разликовати од оних из грудног или слабинског подручја који имају форамен (рупу) у сваком попречном наставку, кроз који пролази кичмена артерија.

## Подела вратних пршљенова
У принципу, вратни пршљенови се састоје од два функционално различита анатомска дела:
- Горњевратни се називају и потпотиљачни и укључују први вратни пршљен или атлас и други вратни пршљен или осовину (epistrofeus). Ови скелетни делови добро су повезани са сложеним ланцем потиљачног зглоба са три осе и три степена слободе.
- Доњевратни пршљенови се протежу од доњег платоа епистофеуса, док горњи плато првог грудног пршљена покрива наставак преосталих пет вратних пршљенова.

Вратни пршљенови су истог типа, осим атласа и епистофеуса, који се разликују једни од других и од осталих вратних пршљенова. Седми вратни пршљен се зове такође истакнут, јер има најдужи трнолики наставак. Спојеви доњих вратних пршљенова имају два начина кретања: на обе стране, савијање и издужење, и, поред тога, и мешовито померање и ротацију.
Функционално, ова два сегмената вратне кичме су на завршецима способни за чисте ротацијске покрете, прегибе или савијање и издужење главе.

## Структура
Вратни пршљенови се по конвенцији броје и означавају латиничним словом С (од латинске речи Cervix, што значи врат), а први (С1) је најближи лобањи, док виши бројеви пршљенова (С2-С7) се броје од лобање дуж кичме.
Постоји могућност савијања до 40°, и издужење до 75°.
Седми вратни пршљен се такође истиче по најдужем трнастом наставку (processus spinosus)
Типски вратни пршљен се састоји од следећих делова:
- Тело је попречно издужено. Има следеће стране: горњу, доњу, предњу, задњу и бочне. На споју горње, предње и бочне површина, са сваке стране, могу се видети лоптасте апофизе које се зову јединствени (уникатни) наставци.
- Отвор (форамен) пршљена је троугласт. Предњи део основе је са попречном горњом уздужном осовином, усмереном напред – назад.
- Попречна апофиза представља наставак за градњу попречног отвора, кроз који пролазе кичмена артерија и истоимена вена. Овај наставак је уграђен са два корена, од којих се први веже за тело пршљена, и са задње стране се веже за петељке. Слободни крај (апекс) наставка завршава у два задебљања (предње и задње) која су места за хватишта различитих елемената.
- Зглобна апофиза је троделна (два горња и један доњи део), са косим и равним зглобним површинама. Представља горњу тачка леђа у свим смеровима: навише, наниже, према напред и надоле. Горњи наставци зглоба произлазе из петељке пршљена, одмах након попречног наставка.
- Трнолика апофиза, у већини случајева, али не увек, је кратка, рачваста, са теменим отклоном који може бити удесно или улево.

Када се типски пршљен извади, може се видети да се састоји од два главна дела: тело пршљена испред, а леђно, иза је задњи лук. Тело вратног пршљена је његов најдебљи део: обично има мању висину од ширине и цилиндричног је облика са смањеном лицем. Леђни лук је у облику потковице. На обе стране стражњег лука је масивни фиксирани зглобни наставак, тако да се у њему раздвајају два: с једне стране петељке, испред се налази масив зглоба, а с друге, листови и иза њих чврсти. Иза, у линији, се усправља трнолики наставак. Овај задњи лук тако представља ослонац на задњој страни пршљенског тела путем петељке. Осим тога, комплетан пршљен укључује попречни наставак, који се веже за задњи лук готово у нивоу зглобног масива.
Овај тип пршљена се може наћи на свим нивоима кичме са, наравно, важним променама које се могу јавити и у телу пршљена и задњем луку, и уопште на обе стране одједном.
Тела кичмених пршљенова су спојена на међупршљенским дисковима. На сваком нивоу се налази форамен пршљена, који је ограничен спреда телом пршљена, а иза стражњим луком. Ови кичмени отвори пружају се дуж целе кичмене осе, а кичмени канал је формиран од наизменичних делова кости сваког пршљена и лигаментних делова, између пршљенова у висини међупршљенског диска и лигамената леђног лука.

## Елементи отвора на пршљенским луковима
- Петељка: њена удубљења (2) су готово исте величине.
- Плоча (ламина) је четворострана (1), више гола.
- Оштра плоча је у унутрашњем подручју вратних пршљенова, лако доступна кичменим живцима.

## Пршљенови

### Први вратни пршљен (атлас)
Атлас је непотпун вратни пршљен; нема право тело пршљена. Сматра се да је његов зубасти наставак. Остали елементи су више или мање умањени.
Атлас се састоји од две бочне масе, које се спајају на предњој и задњој страни лука. Бочне масе формирају вертикално постављен цилиндар.
Горња површина је елипсоидног облика: удубљење атласног зглоба. Његова главна оса, која је умерена укосо напред и изнутра, је два пута већа од пречника. Формира зглоб са кондилима потиљачне кости. Са доње стране има другу површину за осу (епистрофеус). То је равна или благо конкавна, косо надоле и унутра. Настаје као спољње лице попречног наставка. Предња и задња страна лица су континуирана са сваким врхом одговарајућег лука. Унутрашња површина је веома храпава, за везивање попречних лигамената. Предњи лук, равно иза, представља:
- предњи, мали средишњи успон, предња квржица атласа;
- позади, и увек у линији зглоба је овална површина за пролаз осе епистрофеуса, тако да чини зглоб са његовим зупцем.

Задњи лук функционише, као и предњи лук, а средња линија уназад је испупчена и зове се задња кврга атласа. Горње лице спољашњег краја је канал (улаз кичмених артерија), у којем се налазе кичмене артерије.

### Други вратни пршљен (епистрофеус или аксис)
Оно што у суштини карактерише други вратни пршљен је присуство, на горњој страни, његовог тела, вертикалног испупчења, у јами или оси зуба. Одоздо према горе се налазе наставци:
- базни, вратни и тела пршљена. За предњи и задњи лук атласа, вежу се попречни лигаменти: предње и задње лице су две површине зглобова. Трнолики наставак је врло широк, а попречни је кратак и није рачваст. То омогућава бочне ротације врата

### Трећи и четврти вратни пршљен
Четврти пршљен чини зглоб заједно са вратним пршљеном С3. Ови вратни пршљенови су тањи и мобилнији.

### Пети вратни пршљен
Кроз попречни отвор пролази кичмени нерв, што се догађа само у С5 и С6.

### Шести вратни пршљен
Предња квржица попречних наставака се зове каротидно задебљање, јер је дебљи са протрузијом других пршљенова. Кроз попречни отвор пролази кичмени живац.

### Седми вратни пршљен
Овај пршљен се такође зове и истакнути, јер се одликује дугим трноликим наставком, који се не рачва. Осим тога, за разлику од других вратних пршљенова, кичмена артерија заобилази попречни отвор, а кроз њега пролази само кичмена вена.

## Додатне фотографије
- Положај вратних пршљенова (приказан у црвеном)
- Илустрација вратних пршљенова.
- Облик вратних пршљенова (жуто)
- Вратни пршљенови – бочна страна (плаво и жуто).
- Кичма
- Кичма
- Снимак вратних пршљенова под Х-зрацима
- Снимак под X-зрацима вратне кичме у савијању и издуживању
- Први вратни пршљен или атлас
- Други вратни пршљен или епистрофеус, одозго
- Други вратни пршљен, епистрофеус, или осовински, са стране.
- Седми вратни пршљен
- Задња атласно-потиљачна мембрана и атласно-осовински лигамент
- Медијални сагитални пресек потиљачне кости и прва три вратна пршљена
- Пресек врата на о нивоу шестог вратног пршљена